# Ингенрид
Ингенрид (нем. Ingenried) — община в Германии, в земле Бавария. 
Подчиняется административному округу Верхняя Бавария. Входит в состав района Вайльхайм-Шонгау. Подчиняется управлению Альтенштадт (Обербайерн).  Население составляет 910 человек (на 31 декабря 2010 года). Занимает площадь 17,45 км².